# International Gladiators 1
International Gladiators 1 (в России известно как «Гладиаторы», «Бои гладиаторов», «Интернациональные гладиаторы») — первое международное шоу, основанное на формате американской телепрограммы American Gladiators. В шоу приняли участие победители и участники американской, английской и финской версии шоу, а также «претенденты» и «гладиаторы» из России, в которой аналогичного проекта не было.
Местом проведения первого международного шоу гладиаторов стал английский город Бирмингем. Непосредственно съёмки шоу проходили летом 1994 года в National Indoor Arena, а премьера состоялась в январе 1995 года. Среди женщин победительницей стала 28-летняя англичанка Юнис Хатхарт, а среди мужчин американец Уэсли Берри.

## Сюжет
Двое участников, именуемых претендентами, соревнуются в физических конкурсах на силу, ловкость и выносливость, по типу близким к экстремальным видам спорта. В каждом конкурсе, кроме завершающего, претендентам противостоят гладиаторы. Количество конкурсов варьировалось от 4 до 7 (в данной серии их было 6, включая финальный). Гладиаторы — нейтральные участники шоу и их цель состоит лишь в том чтобы дать претендентам набрать как можно меньше очков. За победу в шоу претенденты соревнуются лишь между собой. Претенденты, как правило, являлись относительно неподготовленными, обычными людьми, в то время как гладиаторы зачастую являлись профессиональными спортсменами. Против мужчин-претендентов выступали гладиаторы-мужчины, а против женщин-претендентов выступали гладиаторы-женщины. В последнем конкурсе («Eliminator») претенденты сражались между собой за победу, а гладиаторы участия не принимали.
В каждом конкурсе претендент по результатам получал определённое количество очков. Обычно это было 0 в случае полной победы гладиатора над претендентом, 10 в случае полной победы претендента над гладиатором (и, в некоторых совместных конкурсах, над соперником тоже) и 5 в случае ничьей либо частичного успеха претендента (и, в некоторых совместных конкурсах, в случае победы над гладиатором, но поражения от другого претендента). Но бывали и конкурсы, в которых очки давались претендентам за каждый локальный успех (например, заброшенный мяч). Тогда максимально возможное количество очков ограничивалось лишь временем конкурса. Продолжительность конкурсов составляла от 30 до 60 секунд, но некоторые из них могли завершиться досрочно. Последний конкурс определял победителя, а начальные условия последнего конкурса определяла разница очков, набранных претендентами в первых пяти.

## Краткие описания конкурсов, использовавшихся во время этой серии
The Wall — Претендентам требуется забраться на импровизированную скалу. Через 8 секунд после старта претендентов стартуют гладиаторы. Тот претендент, которые заберётся первым, набирает 10 очков. второй — 5 очков. Если гладиатор догонит претендента и сбросит со скалы, претендент не набирает очков.
Duel — Претендент и гладиатор находятся на маленьких круглых поднятых вверх и немного отстоящих друг от друга платформах и по сигналу судьи начинают бить друг друга колотушками. Тот, кто упадёт — проигрывает. Продолжительность — 30 секунд. Если никто не смог сбить своего противника, объявляется ничья. За победу претендент получает 10 очков, а за ничью 5.
Pursuit — Претенденты и гладиаторы пробегают полосу препятствий. Задача претендента — убежать от гладиатора и опередить соперника. Задача гладиатора — догнать претендента, за которым он гонится. Первый финишировавший получает 10 очков, второй — 5 очков.
Pyramid — Игра, похожая на «Царь горы». Сооружается большая пирамидальная конструкция из матов. Задача претендента — забраться на вершину и нажать на кнопку, находящуюся там. Задача гладиатора — не дать претенденту туда забраться в течение 60 секунд. Очки начисляются по тому же принципу, как и в конкурсах «Стена» и «Преследование».
Gauntlet — Задача претендента пробежать по коридору длиной около 45 метров и шириной около 4 метров. Коридор разбит на 5 равных участков, в каждом из которых находится гладиатор, пытающийся не пропустить претендента дальше или вытолкнуть за пределы ширины коридора. У гладиаторов в руках колотушка или два блока, гладиаторы имеют право преграждать путь претендентам, используя только своё снаряжение. Если претендент минует всех пятерых гладиаторов за 30 секунд, то набирает 5 очков. Если уложится в 20 секунд, то 10 очков.
Suspension Bridge — Две платформы (на одной — претендент, на второй — гладиатор) соединяет очень неудобный подвесной мост. Задача претендента — перебраться по мосту на платформу гладиатора. Задача гладиатора — не пропустить претендента. У каждого в руках колотушки, при помощи которых можно сбросить противника с моста. Если игрок сумеет выполнить свою задачу, то наберёт 10 очков. Продолжительность — 60 секунд.
Hang Tough — В этом конкурсе претендент должен был перебраться со своей платформы на сторону гладиатора, но здесь перемещаться можно было, хватаясь руками за кольца, подвешенные к потолку на длинных канатах. Задача гладиатора — добраться по кольцам до претендента и сбросить его вниз. Если претендент достиг платформы гладиатора, он получает 10 очков. Если претендент пройдёт хотя бы половину пути (пройдёт до помеченных окрашенных колец или дальше) и останется висеть после 60 секунд, а гладиатор не сумеет его сбросить вниз, то претендент получит 5 очков.
Pole-Axe — Претендент и гладиатор одновременно начинают забираться на цилиндры, высотой около 10-12 метров и диаметром основания около 1 метра по маленьким выступам, торчащим из боковой поверхности наружу. Задача обоих — забраться наверх как можно быстрее и нажать кнопку. Нажатие на кнопку приводит в действие механизм, убирающий выступы на другом цилиндре и соперник падает. Победа претендента приносит ему 10 очков.
Joust — Конкурс идентичный конкурсу «Duel» с той лишь разницей, что претендент и гладиатор находятся не на неподвижных платформах, а на вращающихся и трясущихся конструкциях. Начисление очков такое же как и в «Duel». Продолжительность — 30 секунд или до чьей-то победы.
Skytrak — К потолку приделана трасса в форме восьмёрки. Все участники прицеплены к ней вниз головой. Цель претендентов — пробежать в таком положении круг, убегая от гладиаторов. Гладиаторы стартуют на небольшом отдалении и их цель — догнать претендентов и нажать на кнопку за ними. Начисление очков такое же, как и в «Wall» или «Pursuit».
Hit and Run — Претендент бегает туда-сюда по подвесному мосту, а гладиаторы пытаются его сбить четырьмя большими и тяжёлыми подвешенными к потолку шарами, толкая их перпендикулярно движению претендента. Каждый успешный проход даёт претенденту 2 очка. Продолжительность — 60 секунд или до падения претендента с моста.
Powerball — Претендент должен забросить мяч в одну из расположенных на поле корзин. Гладиатор имеет право останавливать претендента и выбивать у него мяч по правилам американского футбола. Гладиатор имеет право атаковать претендента только когда у него находится мяч. Потеряв мяч или забросив его, игрок должен добежать до другого конца поля чтобы взять там другой мяч. В этом конкурсе за мяч, заброшенный в одну из четырёх угловых корзин претендент получал 2 очка. Кроме этого была и центральная корзина, гол в которую стоил 3 очка. Двум претендентам противостояли сразу три гладиатора. Задача третьего заключалась в том чтобы оборонять среднюю корзину сразу от обоих претендентов. Продолжительность — 60 секунд. Интересно что это — один из двух конкурсов, в котором претендентам удавалось превысить рубеж в 10 очков. Рекорд серии был установлен в финале у мужчин — 16 очков.
Swingshot — Претенденты при помощи натянутых тросов должны были спрыгивать с платформы, и, оттолкнувшись от пола, лететь к центру поля, где находилась подвешенная к потолку палка. К палке были прилеплены маленькие жёлтые, красные и синие мячики, стоящие соответственно 1, 2 и 3 очка. Схватив максимальное количество мячиков, претенденты должны были возвращаться на платформу и положить их в корзину. Самые дорогие мячики находились выше на палке. Задача гладиаторов заключалась в том чтобы прыгнуть с претендентом одновременно и помешать ему сорвать с палки мячики. В этом конкурсе было набрано максимальное количество очков для всех конкурсов — 17 (третий мужской четвертьфинал).
Eliminator — Последний завершающий конкурс каждого шоу, в котором гладиаторы не принимали участия. Очки, набранные во всех предыдущих конкурсов претендентами суммировались и находилась разница. Эта разница давала преимущество лидирующему претенденту в виде более раннего старта. Каждое очко разницы трансформировалось в 0.5 секунды преимущества на старте. Сам «Eliminator» представлял собой полосу препятствий, только гораздо более тяжёлую чем «Pursuit». Тот из претендентов, который финишировал первым, объявлялся победителем всей игры.

## Официальные лица
- Ведущие: Джон Фашану[англ.] (Англия) и Майк Адамли[англ.] (США)
- Комментаторы: Майк Адамли (США) и Джон Сакс[англ.] (Англия)
- Судьи: Джон Андерсон (Англия) и Ларри Томпсон (США)
- Судья-хронометрист: Дерек Редмонд (Англия)

## Участники

### Претенденты
| Претенденты (16 участников) | Претенденты (16 участников)      | Претенденты (16 участников)  |
| Страна                      | Женщины                          | Мужчины                      |
| --------------------------- | -------------------------------- | ---------------------------- |
| Великобритания              | Юнис Хетхарт Джин Кленк          | Фил Норман Пол Филд          |
| США                         | Эдриэнн Салливан Ким Тайлер      | Уэсли Берри Кайлер Шторм     |
| Финляндия                   | Пирьо Литилиа Риикка Хартикайнен | Ярмо Йоусисто Томми Вуористо |
| Россия                      | Ольга Дудник Лена Гирасимова     | Стас Шостак Андрей Акулов    |

### Гладиаторы
| Гладиаторы     | Гладиаторы                                          | Гладиаторы                                    |
| Страна         | Женщины                                             | Мужчины                                       |
| -------------- | --------------------------------------------------- | --------------------------------------------- |
| Великобритания | Фэлкон Джет Лайтнинг Найтшейд Пантер Скорпио Зодиак | Кобра Хантер Сарацин Шадоу Троян Уорриор Вулф |
| США            | Айс Джаз Скай                                       | Хок Нитро Сабре                               |
| Финляндия      | Флеш                                                | Терминатор                                    |
| Россия         | Астра Рысь                                          | Динамит Спартак Титан                         |

## Результаты
Жирным текстом выделены победители раундов
| Этапы     | Претенденты                                                  | Виды соревнований                                            | Дата премьеры эпизода |
| --------- | ------------------------------------------------------------ | ------------------------------------------------------------ | --------------------- |
| Раунд 1   | Пирьо Литилиа — Джин Кленк Андрей Акулов — Уэсли Берри       | Powerball, The Wall, Pole-Axe, Hang Tough, Suspension Bridge | 7 января 1995         |
| Раунд 2   | Лена Гирасимова — Ким Тайлер Ярмо Йоусисто — Фил Норман      | Gauntlet, Pursuit, Pyramid, Powerball, Duel                  | 14 января 1995        |
| Раунд 3   | Ольга Дудник — Юнис Хетхарт Томми Вуористо — Кайлер Шторм    | Skytrak, Powerball, Swingshot, Hit & Run, Joust              | 21 января 1995        |
| Раунд 4   | Риикка Хартикайнен — Эдриэнн Салливан Стас Шостак — Пол Филд | Powerball, Pursuit, Pyramid, Hang Tough, Duel                | 28 января 1995        |
| Полуфинал | Пирьо Литилиа — Ким Тайлер Фил Норман — Уэсли Берри          | Powerball, Pole-Axe, Swingshot, Hang Tough, Duel             | 4 февраля 1995        |
| Полуфинал | Юнис Хетхарт — Эдриэнн Салливан Пол Филд — Кайлер Шторм      | The Wall, Powerball, Pyramid, Hang Tough, Suspension Bridge  | 11 февраля 1995       |
| Финал     | Юнис Хетхарт — Ким Тайлер Пол Филд — Уэсли Берри             | Skytrak, Gauntlet, The Wall, Powerball, Duel                 | 18 февраля 1995       |